# Komárom vasútállomás
Komárom vasútállomás Komárom városának központi vasútállomása, amelyet a MÁV üzemeltet. A településen 1856. augusztus 10-én indult meg a vasúti forgalom, amikor átadták a Győr és Újszőny (azaz a mai Komárom) közötti 37 km hosszú vasútvonalat. A szakasz megépítésének elsődleges célja katonai jellegű volt, mivel javítani akarták a komáromi erődrendszer környékének infrastruktúráját. Az állomás váltóállító tornya 1940 körül épült meg.
Az állomás közúti megközelítését az 1-es főútból kiágazó, a városi hajókikötőig vezető 13 301-es út biztosítja, de elérhető ugyanezen az úton az Erzsébet híd, illetve az azon áthaladó 132-es (korábbi számozása szerint 13-as) főút felől is.

## Vonalak
- Budapest–Hegyeshalom–Rajka-vasútvonal (1) (Komárom–Hegyeshalom–Rajka)
- 1T (135) vonal (Komárom (Szlovákia)–Érsekújvár felé)
- Székesfehérvár–Komárom-vasútvonal (5) (Komárom–Székesfehérvár)

## Forgalom
| Járat                      | Útvonal | Gyakoriság                            |
| -------------------------- | --- | ------------------------------------- |
| S10                        | Budapest-Déli – Budapest-Kelenföld – Budaörs – Törökbálint – Biatorbágy – Herceghalom – Bicske alsó – Bicske – Szár – Szárliget – Alsógalla – Tatabánya – Vértesszőlős – Tóvároskert – Tata – Almásfüzitő – Almásfüzitő felső – Szőny – Komárom – Ács – Nagyszentjános – Győrszentiván – Győr-Gyárváros – Győr | Óránként                              |
| S74                        | Esztergom – Esztergom-Kertváros – Tokod – Tát – Nyergesújfalu – Nyergesújfalu felső – Eternitgyár – Lábatlan – Piszke – Süttő – Süttő felső – Várhegyalja – Neszmély – Dunaalmás – Almásfüzitő – Komárom | Munkanapokon 5 pár, hétvégén 1 pár    |
| S150                       | Székesfehérvár – Szárazrét – Bodajk – Csókakő – Mór – Bakonysárkány – Kisbér – Nagyigmánd-Bábolna – Szőny-Déli – Komárom | 2 óránként                            |
| gyorsított személyvonat    | Budapest-Keleti – Ferencváros – Budapest-Kelenföld – (Biatorbágy → Bicske alsó → Bicske →) Alsógalla – Tatabánya (← Vértesszőlős) – Tóvároskert – Tata (← Almásfüzitő ← Almásfüzitő felső ← Szőny) – Komárom – Ács (← Nagyszentjános ← Győrszentiván) – Győr-Gyárváros – Győr – Abda – Öttevény – Lébény-Mosonszentmiklós – Mosonmagyaróvár – Levél – Hegyeshalom | Munkanapokon napi 1-2 pár             |
| Rába InterRégió            | Győr → Komárom → Tata → Tatabánya → Bicske → Budapest-Kelenföld → (Ferencváros →) Budapest-Keleti | Iskolaidőben vasárnap 3 Budapest felé |
| Rába InterRégió            | Szombathely → Sárvár → Celldömölk → Mezőlak → Pápa → Vaszar → Szerecseny → Gyömöre-Tét → Győrszabadhegy → Győr → Komárom → Tata → Tatabánya → Bicske → Budapest-Kelenföld → Ferencváros → Budapest-Keleti | Iskolaidőben vasárnap 1 Budapest felé |
| Arrabona InterCity         | Győr → Komárom → Tata → Tatabánya → Budapest-Kelenföld → Budapest-Keleti | Napi 1 Budapest felé                  |
| Scarbantia InterCity       | Budapest-Keleti – Budapest-Kelenföld – Tatabánya – Tata – Komárom – Győr – Csorna – Kapuvár – Fertőszentmiklós – Sopron | 2 óránként                            |
| Savaria InterCity          | Budapest-Keleti – Budapest-Kelenföld – Tatabánya – Tata – Komárom – Győr – Csorna – Répcelak – Szombathely | 2 óránként                            |
| Advent EuroCity            | Budapest-Keleti – Budapest-Kelenföld – Tatabánya – Komárom – Győr – Mosonmagyaróvár – Hegyeshalom – Wien Hauptbahnhof (Bécs) | Decemberi szombatokon napi 1 pár      |
| Mura nemzetközi InterCity  | Budapest-Keleti – Budapest-Kelenföld – Tatabánya – Tata – Komárom – Győr – Csorna – Répcelak – Szombathely – Szombathely-Szőlős – Ják-Balogunyom – Egyházasrádóc – Körmend – Horvátnádalja – Csákánydoroszló – Rátót – Alsórönök – Haris – Szentgotthárd – Jennersdorf (Gyanafalva) (← Hohenbrugg a. d. Raab) – Fehring (← Lödersdorf) – Feldbach (← Gniebing ← Rohr/Raab ← Studenzen-Fladnitz ← Takern-St. Margarethen) – Gleisdorf (← Laßnitzthal ← Laßnitzhöhe ← Hart bei Graz ← Raaba ← Graz Liebenau-Murpark) – Graz Ostbahnhof (← Graz Don Bosco) – Graz Hauptbahnhof | Napi 1 pár                            |
| Dráva nemzetközi InterCity | Budapest-Keleti – Budapest-Kelenföld – Tatabánya – Tata – Komárom – Győr – Csorna – Répcelak – Szombathely – Szombathely-Szőlős – Ják-Balogunyom – Egyházasrádóc – Körmend – Horvátnádalja – Csákánydoroszló – Rátót – Alsórönök – Haris – Szentgotthárd – Jennersdorf (Gyanafalva) – Fehring – (Feldbach →) Gleisdorf – Graz Ostbahnhof (← Graz Don Bosco) – Graz Hauptbahnhof (← Puntigam) – Leibnitz – Spielfeld-Straß – Maribor – Pragersko – Celje – Laško – Zidani Most – Trbovlje – Ljubljana                                                                        | Napi 1 pár                            |